# Május 21.
Május 21. az év 141. (szökőévben 142.) napja a Gergely-naptár szerint. Az évből még 224 nap van hátra.
Névnapok: Konstantin + Anderz, András, André, Denver, Dévald, Mirella, Miretta, Ozmin, Teobald, Teobalda, Teofil, Teofila, Tibád, Tibald, Tibold

## Események
- 0996 – V. Gergely pápa Rómában császárrá koronázza III. Ottót.
- 1849 – Az 1848–49-es forradalom és szabadságharc során a Görgey Artúr által vezetett honvéd csapatok háromhetes ostrom után visszafoglalják Buda várát.
- 1871 – A Versailles-i kormány (Adolphe Thiers miniszterelnök) csapatai betörnek Párizsba. Megkezdődik a párizsi kommün felszámolása, a „véres hét” (május 28-áig).
- 1894 – Megnyílik a Manchesteri hajócsatorna.
- 1904 – A Nemzetközi Labdarúgó-szövetség (FIFA) megalapítása Párizsban.
- 1979 – Az Óbudai temetőben Bibó István temetésén Kenedi János és Illyés Gyula mond beszédet. Ezt az alkalmat lehet tekinteni a demokratikus ellenzék első nyílt fellépésének.
- 1980 – A Csillagok háborúja V: A Birodalom visszavág premierje az Egyesült Államokban.
- 1991 – Radzsiv Gandhi indiai államférfi életét veszti tamil szakadárok bombamerénylete következtében.
- 2006 – Montenegróban megszavazzák a függetlenséget, ezáltal Szerbia és Montenegró államszövetsége június 3-án felbomlik.
- 2007 – A 2500. résszel lezárult a Kossuth rádió 48 éve tartó népszerű sorozata, „A Szabó család”.
- 2007 – Emberrablással gyanúsítanak két szabolcsi rendőrt, akiket a bűncselekmény elkövetése közben értek tetten.

## Sportesemények
Formula–1
- 1950 –  monacói nagydíj, Monte Carlo - Győztes: Juan Manuel Fangio  (Alfa Romeo)
- 1978 –  belga nagydíj, Zolder - Győztes: Mario Andretti (Lotus Ford)
- 2000 –  európai nagydíj, Nürburgring - Győztes: Michael Schumacher  (Ferrari)
- 2008 – A Manchester United FC megnyeri történelme harmadik Bajnokok Ligája trófeáját.

## Születések
- 1471 – Albrecht Dürer német festőművész, grafikus († 1528)
- 1527 – II. Fülöp spanyol király († 1598)
- 1688 – Alexander Pope angol költő, az angol nyelv harmadik legidézettebb írója Shakespeare és Tennyson után († 1744)
- 1759 – Joseph Fouché francia politikus, rendőrminiszter, Otranto hercege († 1820)
- 1817 – Rudolf Hermann Lotze német filozófus († 1881)
- 1843 – Louis Renault Nobel-békedíjas francia nemzetközi jogász († 1918)
- 1844 – Henri Rousseau francia naiv festő († 1910)
- 1848 – Neszméry Gáspár római katolikus plébános, alesperes († 1922)
- 1858 – Édouard Goursat francia matematikus († 1936)
- 1860 – Willem Einthoven holland fiziológus, aki Nobel-díjat kapott az elektrokardiográf feltalálásáért († 1927)
- 1863 – Winkler Lajos magyar vegyész, gyógyszerész, egyetemi tanár († 1939).
- 1880 – Tudor Arghezi román költő, prózaíró, műfordító, publicista († 1967)
- 1882 – Joachim Ferenc magyar festőművész († 1964)
- 1898 – Lándory Mária magyar színésznő
- 1902 – Breuer Marcell építész, formatervező, a Bauhaus mestere († 1981)
- 1907 – Jászai Jolán magyar színésznő, leginkább Joli néniként ismerik († 2008)
- 1909 – Maria Innocentia Hummel (sz. Berta Hummel) bajor születésű apáca, képzőművész, a Hummel-figurák alkotója († 1946)
- 1910 – Erős Pál magyar színész, rendező († 1985)
- 1912 – Bud Sennet (Laurence Sennet) amerikai autóversenyző († 2003)
- 1917 – Raymond Burr Emmy-díjas kanadai színész († 1993)
- 1919 – Fehér Klára magyar író, újságíró († 1996)
- 1920 – Réber László Munkácsy Mihály-díjas magyar grafikusművész, illusztrátor († 2001)
- 1921 – Andrej Dmitrijevics Szaharov szovjet-orosz magfizikus, Nobel-békedíjas emberjogi harcos († 1989)
- 1923 – Tyll Attila Jászai-díjas magyar színművész, érdemes művész († 2002)
- 1927 – Zwack Péter magyar üzletember, politikus, volt országgyűlési képviselő († 2012)
- 1928 – Borbély Jolán, magyar etnográfus, pedagógus († 2018)
- 1930 – Czigány Judit magyar színművésznő († 2000)
- 1931 – Géczy Dorottya Jászai Mari-díjas magyar színésznő († 2023)
- 1933 – Maurice André francia trombitaművész († 2012)
- 1935 – Karátson Gábor magyar festőművész, író, műfordító († 2015)
- 1936 – Günter Blobel fiziológiai és orvostudományi Nobel-díjas német-amerikai biológus († 2018)
- 1937 – Szofiko Csiaureli grúz színésznő († 2008)
- 1938 – Wagner Gertrúd magyar színésznő, előadóművész
- 1940 – Pécsi Ildikó Kossuth-díjas magyar színművész és rendező († 2020)
- 1942 – Danny Ongais (Daniel Ongais) amerikai autóversenyző († 2022)
- 1944 – Kurucz Gyula magyar író, szerkesztő, műfordító, pedagógus († 2015)
- 1944 – Carmen Villani olasz énekesnő
- 1944 – Emilio Zapico (Emilio Rodriguez Zapico) spanyol autóversenyző († 1996)
- 1948 – Helyey László Jászai Mari-díjas magyar színész, szinkronszínész († 2014)
- 1948 – Dolly EMeRTon-díjas magyar énekesnő
- 1952 – Lawrence Tureaud (Mr. T) amerikai színész
- 1954 – Füredi Zoltán magyar matematikus, az MTA tagja
- 1960 – Jeffrey Dahmer amerikai sorozatgyilkos († 1994)
- 1962 – Fehér István magyar színész
- 1962 – Veszelovszki Zsolt magyar üzletember, a PORT.hu alapítója († 2016)
- 1966 – Frei Tamás magyar újságíró, televíziós riporter
- 1966 – Nagy Erika magyar színésznő
- 1974 – Soltész Erzsébet Jászai Mari-díjas és Aase-díjas magyar színésznő
- 1978 – Briana Banks német születésű pornószínésznő
- 1985 – Mutya Buena angol énekesnő, a Sugababes alapító tagja, illetve 2005-től szólóénekesnő
- 1985 – Kocsis Tamás magyar kosárlabdázó
- 1985 – Alexander Dale Oen norvég úszó († 2012)
- 1985 – Mark Cavendish, brit profi kerékpáros
- 1992 – Hutch Dano amerikai színész
- 1994 – Tom Daley angol műugró

## Halálozások
- 0987 –  V. Lajos nyugati frank király (* 966/967)
- 1075 –  Richeza (vagy Rixa) lengyel hercegnő, magyar királyné, I. Béla felesége, I. Géza és Szent László anyja (* 1013)
- 1254 – IV. Konrád német király (* 1228)
- 1471 – VI. Henrik angol király (* 1421)
- 1481 – I. Keresztély dán király (* 1426)
- 1916 – Görgei Artúr honvéd tábornok, az 1848-49-es honvéd haderő főparancsnoka (* 1818)
- 1920 – Venustiano Carranza, a mexikói forradalom jelentős alakja, Mexikó elnöke (* 1860)
- 1932 – Endresz György pilóta, repülőoktató (* 1893)
- 1940 – Mészáros Ervin olimpiai bajnok vívó (* 1877)
- 1953 – Ernst Zermelo német matematikus, a Zermelo-féle jólrendezési tétel és a halmazelmélet Zermelo-Fraenkel-axiómarendszerének egyik névadója (* 1871)
- 1967 – Lakatos Géza honvéd vezérezredes, politikus, miniszterelnök (* 1890)
- 1973 – Ivan Sztyepanovics Konyev szovjet marsall, II. világháborús hadvezér, a Varsói Szerződés Egyesített Fegyveres Erőinek főparancsnoka (* 1897)
- 1974 – Kronberger Lily világbajnok műkorcsolyázó (* 1890)
- 1988 – Dino Grandi olasz fasiszta politikus, külügyminiszter, diplomata (* 1895)
- 1991 – Radzsiv Gandhi indiai politikus, miniszterelnök (* 1944)
- 1991 – Farkas György politikus, helytörténész, országgyűlési képviselő (* 1908)
- 1998 – Jack Rounds amerikai autóversenyző (* 1930)
- 2000 – Erich Mielke keletnémet politikus (* 1907)
- 2000 – Sir John Gielgud angol színész (* 1904)
- 2003 – Alessandro De Tomaso (Alejandro De Tomaso) olasz autóversenyző (* 1928)
- 2013 – Erőss Zsolt erdélyi születésű magyar hegymászó, eltűnt a Kancsendzöngán (* 1968)
- 2013 – Kiss Péter magyar hegymászó, eltűnt a Kancsendzöngán (* 1986)
- 2016 – Tarics Sándor, olimpiai bajnok vízilabdázó, építészmérnök (* 1913)
- 2018 – Fésűs Tamás magyar színész (* 1953)

## Nemzeti ünnepek, évfordulók, események
- Szeged napja. III. Károly 1719-ben ezen a napon nyilvánította Szegedet szabad királyi várossá.
- A Magyar honvédelem napja. Az 1848–49-es forradalom és szabadságharc során 1849-ben e napon foglalta vissza Görgei Artúr csapataival Budát háromhetes ostrom után. (A Honvédelem Napját korábban szeptember 29-én, a Pákozdi csata napján ünnepeltük, de 1992-ben az önálló Horvátország érzékenységére való tekintettel a magyar kormány e napra helyezte át).
- Magallanes Szent Kristóf emléknapja a római katolikus egyházban
- A tea nemzetközi világnapja, 2020-tól kezdődően[1][2]
- A kulturális sokszínűség nemzetközi világnapja 2002-től kezdődően, az ENSZ határozata alapján.